# Professional Wrestling Hall of Fame and Museum
La Professional Wrestling Hall of Fame era una delle tante Arche della Gloria che riguardano il wrestling. Aveva sede nella cittadina di Wichita Falls, Texas, ma in precedenza era situata ad Amsterdam, New York, e prima ancora a Schenectady, sempre nello stato di New York.
Fu fondata da Tony Vellano e il suo scopo era quello di preservare e promuovere la storia del wrestling professionistico e ricordare tutti quei lottatori che hanno contribuito a rendere sempre più famoso questa forma di sport-entertainment grazie al loro costante impegno nel corso degli anni. Chiuse nel 2021 a causa di problemi dovuti a perdite d'acqua nella struttura del museo, e non fu più riaperta.

## Categorie
| Nome                      | Periodo attivazione | Note |
| ------------------------- | ------------------- | --- |
| Pioneer Era               | 2002–2021           | Riservata a wrestler attivi nel periodo 1898-1942                                                                                             |
| Television Era            | 2002–2021           | Riservata a wrestler attivi nel periodo 1943-1984                                                                                             |
| Modern Era                | 2002–2021           | Riservata a wrestler attivi nel periodo 1985-oggi                                                                                             |
| Tag Team                  | 2003–2021           | Riservata ai tag team |
| International             | 2006–2021           | Riservata a wrestler attivi prevalentemente al di fuori degli Stati Uniti                                                                     |
| Midget Wrestler           | 2002–2005           | Riservata ai wrestler midget |
| Lady Wrestler             | 2002–2021           | Riservata a lottatrici donne |
| Non-Participant           | 2003–2021           | Riservata ad annunciatori, commentatori, promotori, booker, arbitri e manager                                                                 |
| New York State Award      | 2003–2005           | Riservata a persone che abbiano dato un contributo significativo alla diffusione del wrestling nello Stato di New York                        |
| Senator Hugh Farley Award | 2006–2009           | Riservata a wrestler che abbiano dato un significativo contributo sociale al di fuori del ring; categoria intitolata al senatore Hugh Farley. |

## I membri

### Pioneer Era(1898-1942)
- 2002 - Frank Gotch
- 2002 - Georg Hackenschmidt
- 2002 - Jim Londos (Christos Theofilou)
- 2002 - Ed "Strangler" Lewis (Robert Herman Julius Friedrich)
- 2002 - Joe Stetcher
- 2002 - Lou Thesz (Aloysius Martin "Lou" Thesz)
- 2003 - Martin Burns
- 2003 - Stanislaus Zbyszko (Jan Stanisław Cyganiewicz)
- 2004 - William Muldoon
- 2004 - Angelo Savoldi (Mario Louis Fornini)
- 2005 - Orville Brown
- 2005 - John Pesek
- 2006 - Ed Don George (Edward Nye George Jr.)
- 2006 - Bill Longson
- 2007 - Earl Caddock
- 2007 - Gus Sonnenberg
- 2008 - Tom Jenkins
- 2008 -	Ray Steele (Peter Sauer)
- 2009 - Evan Lewis
- 2009 - Wladek Zbyszko (Władysław Cyganiewicz)
- 2010 - "Wild" Red Berry
- 2010 -	Danny McShain
- 2011 - Everett Marshall
- 2011 - Bronko Nagurski (Bronislau Nagurski)
- 2012 - Abe Coleman
- 2012 - "The French Angel" Maurice Tillet
- 2013 - Dick Shikat
- 2013 -	Sándor Szabó (Alexander Szabó)
- 2014 - Stu Hart (Stewart Edward Hart)
- 2014 - Leroy McGuirk
- 2015 - The Great Gama (Ghulam Muhammad)
- 2015 - "The Utica Panther" Joe Malcewicz
- 2016 - Earl McCready
- 2016 - "Professor" Joe Pazandak
- 2017 - Yvon "The Lion" Robert
- 2017 - "Dirty" Dick Raines
- 2018 - Fred Beell
- 2018 - Ralph "Ruffy" Silverstein
- 2019 - Charley Fox
- 2019 - "Baron" Michele Leone
- 2020 - George Zaharias
- 2020 - Bobby Managoff
- 2021 - Man Mountain Dean (Frank Simmons Leavitt)
- 2021 - Paul Bowser

### TV Era(1943-1984)
- 2002 - Gorgeous George (George Raymond Wagner)
- 2002 - "Nature Boy" Buddy Rogers (Herman Rohde)
- 2002 - Bruno Sammartino (Bruno Leopoldo Francesco Sammartino)
- 2003 - Walter "Killer" Kowalski (Edward Władysław Spulnik)
- 2003 - Antonino Rocca (Antonino Biasetton)
- 2004 - "Classy" Freddie Blassie (Frederick Kenneth Blassmann)
- 2004 - Verne Gagne (Laverne Clarence Gagne)
- 2005 - Dick Beyer (Richard John Beyer)
- 2005 - Jack Brisco (Freddie Joe Brisco)
- 2006 - Don Leo Jonathan (Donald Heaton)
- 2006 - Johnny Valentine (John Theodore Wisniski)
- 2007 - Danny Hodge (Daniel Allen Hodge)
- 2007 - Pat O'Connor (Patrick John O'Connor)
- 2008 - Bobo Brazil (Houston Harris)
- 2008 -	Gene Kiniski (Eugene Nicholas Kiniski)
- 2009 - "Superstar" Billy Graham (Eldridge Coleman)
- 2009 - Chief Jay Strongbow (Joseph Scarpa)
- 2010 - Édouard Carpentier (Édouard Ignacz Weiczorkiewicz)
- 2010 - Wahoo McDaniel (Edward Hugh McDaniel)
- 2011 - Dick the Bruiser (William Afflis)
- 2011 - The Sheik (Edward George Farhat)
- 2012 - Dominic DeNucci
- 2012 - Fritz Von Erich (Jack Barton Adkisson)
- 2013 - Baron Von Raschke (James Donald Raschke)
- 2013 - "Cowboy" Bill Watts
- 2014 - Bruiser Brody (Frank Goodish)
- 2014 - Mr. Wrestling II (John Francis "Johnny" Walker)
- 2015 - Pedro Morales
- 2015 - "Whipper" Billy Watson (William John Potts)
- 2016 - Hans Schmidt (Guy Larose)
- 2016 - Greg "The Hammer" Valentine (Johnathan Winiski Jr.)
- 2017 - Luther Lindsay (Luther Jacob Goodall)
- 2017 - Sputnik Monroe (Roscoe Monroe Brumbaugh)
- 2018 - Eddie Graham (Edward Gossett)
- 2018 - "Big Cat" Ernie Ladd (Ernest Ladd)
- 2019 - Abdullah the Butcher (Lawrence Robert Shreve)
- 2019 - Lord James Blears (James Ranicar Blears)
- 2020 - "Killer" Karl Kox (Herbert Alan Gerwig)
- 2020 - King Curtis Iaukea (Curtis Piehau Iaukea III)
- 2021 - José Lothario (Guadalupe Robledo)
- 2021 - Tiger Conway Sr. (Plasse Dennis Bradford Conway)

### Modern Era(1985-1996)
- 2002 - André the Giant (André Roussimoff)
- 2002 - Ricky Steamboat (Richard Blood)
- 2003 - Nick Bockwinkel (Nicholas Warren Francis Bockwinkel)
- 2003 - Hulk Hogan (Terrence Eugene Bollea)
- 2004 - Terry Funk (Terrance Funk)
- 2004 - Harley Race (Harley Leland Race)
- 2005 - Dory Funk jr. (Dory Earnest Funk Jr.)
- 2005 - George "The Animal" Steele (William James Myers)
- 2005 - Eddie Guerrero (Eduardo Gory Guerrero Llanes)
- 2006 - "Nature Boy" Ric Flair (Richard Fliehr)
- 2006 - Ray "The Crippler" Stevens (Carl Ray Stevens)
- 2007 - Ted DiBiase (Theodore Marvin DiBiase)
- 2007 - Roddy Piper (Roderick Toombs)
- 2008 - Bob Backlund (Robert Lee Backlund)
- 2008 - Bret Hart (Bret Sergeant Hart)
- 2009 - Paul Orndorff
- 2009 - "Macho Man" Randy Savage (Randall Mario Poffo)
- 2010 - Stan Hansen (John Stanley Hansen Jr.)
- 2010 - Dusty Rhodes (Virgil Runnels Jr.)
- 2011 - Ivan Koloff (Oreal Perras)
- 2011 - Jerry "The King" Lawler
- 2012 - Junkyard Dog (Sylvester Ritter)
- 2012 - "Superfly" Jimmy Snuka (James Reiher)
- 2013 - Dick Murdoch (Hoyt Richard Murdoch)
- 2013 - Tito Santana (Merced Solis)
- 2014 - Don Muraco (Donald Muraco)
- 2014 - The Masked Superstar (Bill Eadie)
- 2015 - "Mr. Perfect" Curt Hennig
- 2015 - Rick Martel (Richard Vigneault)
- 2016 - "Stone Cold" Steve Austin (Steven James Williams)
- 2016 - Sgt. Slaughter (Robert Remus)
- 2017 - Mick Foley (Michael Francis Foley)
- 2017 - Shawn Michaels (Michael Shawn Hickenbottom)
- 2018 - Sting (Steven Borden)
- 2018 - "Hacksaw" Jim Duggan (James Stuart Duggan)
- 2019 - "Rugged" Ronnie Garvin (Roger Barnes)
- 2019 - Owen Hart (Owen James Hart)
- 2020 - Jake "The Snake" Roberts (Aurelian Jake Smith Jr.)
- 2020 - Magnum T.A. (Terry Wayne Allen)
- 2021 - "Mr. U.S.A." Tony Atlas (Anthony White)
- 2021 - Tommy "Wildfire" Rich (Thomas Richardson)

### Tag Team
- 2003 - The Fabulous Kangaroos (Al Costello & Roy Heffernan)
- 2004 - Maurice Vachon & Paul Vachon
- 2005 - Bruiser & Crusher (Dick the Bruiser & The Crusher)
- 2006 - The Blond Bombers (Pat Patterson & Ray Stevens)
- 2007 - Chris Tolos & John Tolos
- 2008 - The Dusek Riot Squad (Emil Dusek & Ernie Dusek)
- 2009 - Don Curtis & Mark Lewin
- 2010 - The Sharpe Brothers (Ben Sharpe & Mike Sharpe)
- 2011 - The Road Warriors (Hawk & Animal)
- 2011 - Paul Ellering (manager dei Road Warriors)
- 2012 - The Wild Samoans (Afa & Sika)
- 2013 - The Assassins (Jody Hamilton & Tom Renesto)
- 2014 - The Fabulous Fargo Brothers (Don Fargo & "Wildman" Jackie Fargo)
- 2015 - The Fabulous Freebirds (Michael "P.S." Hayes, Buddy "Jack" Roberts, Terry "Bam Bam" Gordy)
- 2016 - The Blackjacks (Blackjack Mulligan & Blackjack Lanza)
- 2017 - Larry "The Axe" Hennig & Harley Race
- 2018 - The Flying Redheads (Red Bastien & Billy Red Lyons)
- 2019 - The Midnight Express ("Loverboy" Dennis Condrey, "Beautiful" Bobby Eaton, "Ravishing" Randy Rose)
- 2020 - The Bushwhackers (Luke Williams & Butch Miller)
- 2021 - The Rock 'n' Roll Express (Robert Gibson & Ricky Morton)

### Lady Wrestler
- 2002 - Mildred Burke (Mildred Bliss)
- 2003 - The Fabulous Moolah (Mary Lillian Ellison)
- 2004 - Mae Young (Johnnie Mae Young)
- 2005 - Penny Banner
- 2006 - June Byers
- 2007 - Cora Combs (Beulah Mae Combs)
- 2008 - Betty Niccoli
- 2009 - Donna Christanello (Mary Alfonsi)
- 2010 - Kay Noble
- 2011 - Judy Grable
- 2012 - Wendi Richter
- 2013 - Joyce Grable
- 2014 - "Sensational" Sherri Martel (Sherri Russell)
- 2015 - Vivian Vachon
- 2016 - Leilani Kai (Patty Seymour)
- 2017 - Sue Green (Susan Tex Green)
- 2018 - Toni Rose
- 2019 - Beverly "The Hammer" Shade
- 2019 - Ann LaVerne
- 2020 - Debbie Combs (Deborah Szostecki)
- 2020 - Luna Vachon (Gertrude Elizabeth Vachon)
- 2021 - Judy Martin (Judy Hardee)
- 2021 - Juanita Coffman

### International Wrestler
- 2006 - Rikidōzan (Mitsuhiro Momota)
- 2007 - Karl Gotch (Karl Istaz)
- 2008 - "Giant" Baba (Shohei Baba)
- 2009 - Antonio Inoki (Kanji Inoki)
- 2010 - Mil Máscaras (Aaron Rodríguez Arellano)
- 2011 - Billy Robinson (William Alfred Robinson)
- 2012 - George Gordienko
- 2013 - El Santo (Rodolfo Guzmán Huerta)
- 2014 - Lord Alfred Hayes (Alfred George James Hayes)
- 2015 - "Jumbo" Tsuruta (Tomomi Tsuruta)
- 2016 - "High Chief" Peter Maivia (Fanene Leifi Pita Maivia)
- 2017 - Tatsumi Fujinami
- 2018 - Pampero Firpo (Juan Kachmanian)
- 2019 - Gory Guerrero (Salvador Guerrero Quesada)
- 2020 - The Great Kabuki (Akihisa Mera)
- 2021 - Leo Burke (Léonce Cormier)

### Midget Wrestler
- 2002 - Sky Low Low (Marcel Gauthier)
- 2003 - Little Beaver (Lionel Giroux)
- 2004 - Lord Littlebrook (Eric Tovey)
- 2005 - Fuzzy Cupid (Leon Stap)

### Non-Participant
- 2003 - Sam Muchnick
- 2004 - Vince McMahon Sr. (Vincent James McMahon)
- 2004 - Gordon Solie (Jonard Pierre Sjoblom)
- 2005 - Paul Boesch
- 2006 - Bobby Heenan (Raymond Louis Heenan)
- 2007 - Jack Pfefer
- 2008 - Toots Mondt (Joseph Raymond "Toots" Mondt)
- 2009 - "Captain" Lou Albano (Louis Vincent Albano)
- 2010 - Gorilla Monsoon (Robert James Marella)
- 2011 - Vincent K. McMahon
- 2012 - Jim Cornette (James Mark Cornette)
- 2013 - J.J. Dillon (James Morrison)
- 2014 - Gary Hart (Gary Richard Williams)
- 2015 - Jim Crockett Sr. (James Allen Crockett)
- 2016 - "Mean" Gene Okerlund (Eugene Okerlund)
- 2017 - George Napolitano
- 2018 - Hiro Matsuda (Yasuhiro Kojima)
- 2018 - Joe Higuchi (Higuchi Kanji)
- 2019 - Johnny "Red Shoes" Dugan
- 2019 - Wally Karbo (Walter Joseph Karbo)
- 2020 - Dick Woehrle
- 2020 - Dory Funk (Dorrance Wilhelm Funk)
- 2021 - Skandor Akbar (Jimmy Saied Wehb)
- 2021 - Ronnie West
- 2021 - Don Owen

### New York State Award
- 2003 - Dick Beyer (Richard John Beyer)
- 2003 - Ilio DiPaolo (Ilio Di Paolo)
- 2004 - Dr. John Bonica
- 2004 - Len Rossi
- 2005 - Mike Mazurki (Mikhail Mazurkevych)
- 2005 - Ray Stern

### Senator Hugh Farley Award
- 2006 - Ida Mae Martinez
- 2007 - Billy Darnell
- 2008 - Tom Drake
- 2009 - Hank Garrett